# Cashmere Island
Cashmere Island ist eine Halbinsel in der Region West Coast auf der Südinsel von Neuseeland.

## Geographie
Die Halbinsel ist Teil der Totara Lagoon an der Westküste der Südinsel und befindet sich rund 16 km südwestlich von Hokitika. Sie besitzt eine ungefähre Länge von 2,5 km in Nordost-Südwest-Richtung und misst an ihrer breitesten Stelle rund 370 m in Nordwest-Südost-Richtung. Ihre Flächenausdehnung beträgt rund 65 Hektar. Die flache, teilweise mit ganz wenigen Bäumen bewachsene Halbinsel wird durch einen sich immer wieder durch Meereseinfluss verändernden Sandstrand von der Tasmansee getrennt. Südöstlich von Cashmere Island befindet sich durch einen maximal 25 m breiten Arm der Lagune Tui Island und südwestlich von beiden erstreckt sich in einem Abstand von rund 38 m bis 80 m Frenchies Island, die ebenfalls Teil der Lagune ist.